# Ras potfamilija
Ras je ime familije srodnih proteina koja je prisutna u čelija mnogih vrsta, među kojima je čovek. Svi članovi Ras proteinske familije pripadaju klasi malih GTPaza, i učestvuju u prenosu signala u ćelijama. Ras je prototipni član Ras superfamilije proteina, koji imaju srodne 3D strukture i učestvuju u relaciji mnoštva ćelijskih procesa.
Ime Ras je skraćenica od engl. Rat sarcoma - sarkom pacova. Ono odražava način na koji su prvi članovi familije otkriveni. Ime Ras se takođe koristi za familiju gena koji kodiraju ove proteine. 
Kad je Ras „uključen“ ulaznim signalima, on propagira signal na druge proteine. Time se ultimatno uključuju geni ćelijskog rasta, deobe i opstanka. Iz tog razloga, mutacije Ras gena mogu da proizvedu permanentno aktivirane Ras proteine. To može da uzrokuje nepoželjnu i preterano aktivnu signalizaciju u ćeliji, čak i u odsustvu spoljašnjih signala. 
Pošto Ras signali mogu da rezultuju u ćelijskom rastu i deobi, prekomerno aktivna Ras signalizacije može ultimativno da proizvede kancer. Ras je najčešći onkogen ljudskog kancera. Mutacije koje permanentno aktiviraju Ras su nađene u 20-25% svih ljudskih tumora, i do 90% kod pojedinih tipova kancera (npr. raka gušterače).

## Spoljašnje veze
- ras+Proteins на 
- ras+Genes на 
- Istraživanje moždanog tumora
- Novi tretman za rak